# Nagi peryskop
Nagi peryskop (ang. Down Periscope) – amerykańska komedia z 1996 roku w reżyserii Davida S. Warda z Kelseyem Grammerem w roli kapitana okrętu podwodnego.

## Obsada
- Kelsey Grammer jako komandor porucznik Thomas "Tom" Dodge
- Lauren Holly jako porucznik Emily Lake, drugi oficer
- Rob Schneider jako porucznik Martin J. "Marty" Pascal, pierwszy oficer (XO)
- Harry Dean Stanton jako CPO (bosman) Howard
- Bruce Dern jako kontradmirał Yancy Graham
- William H. Macy jako komandor Carl Knox
- Ken Hudson Campbell jako st. marynarz Buckman, kucharz
- Toby Huss jako st. marynarz Nitro "Mike", elektryk
- Duane Martin jako st. marynarz Jefferson "R.J." Jackson
- Jonathan Penner jako st. marynarz Stanley "Spots" Sylvesterson
- Bradford Tatum jako silnikowy I klasy (bosmanmat) Brad Stepanak
- Harland Williams jako technik sonaru II klasy (mat) E.T. "Sonar" Lovacelli
- Rip Torn jako wiceadmirał Dean Winslow, dowódca COMSUBLANT